# Kleiner Süden

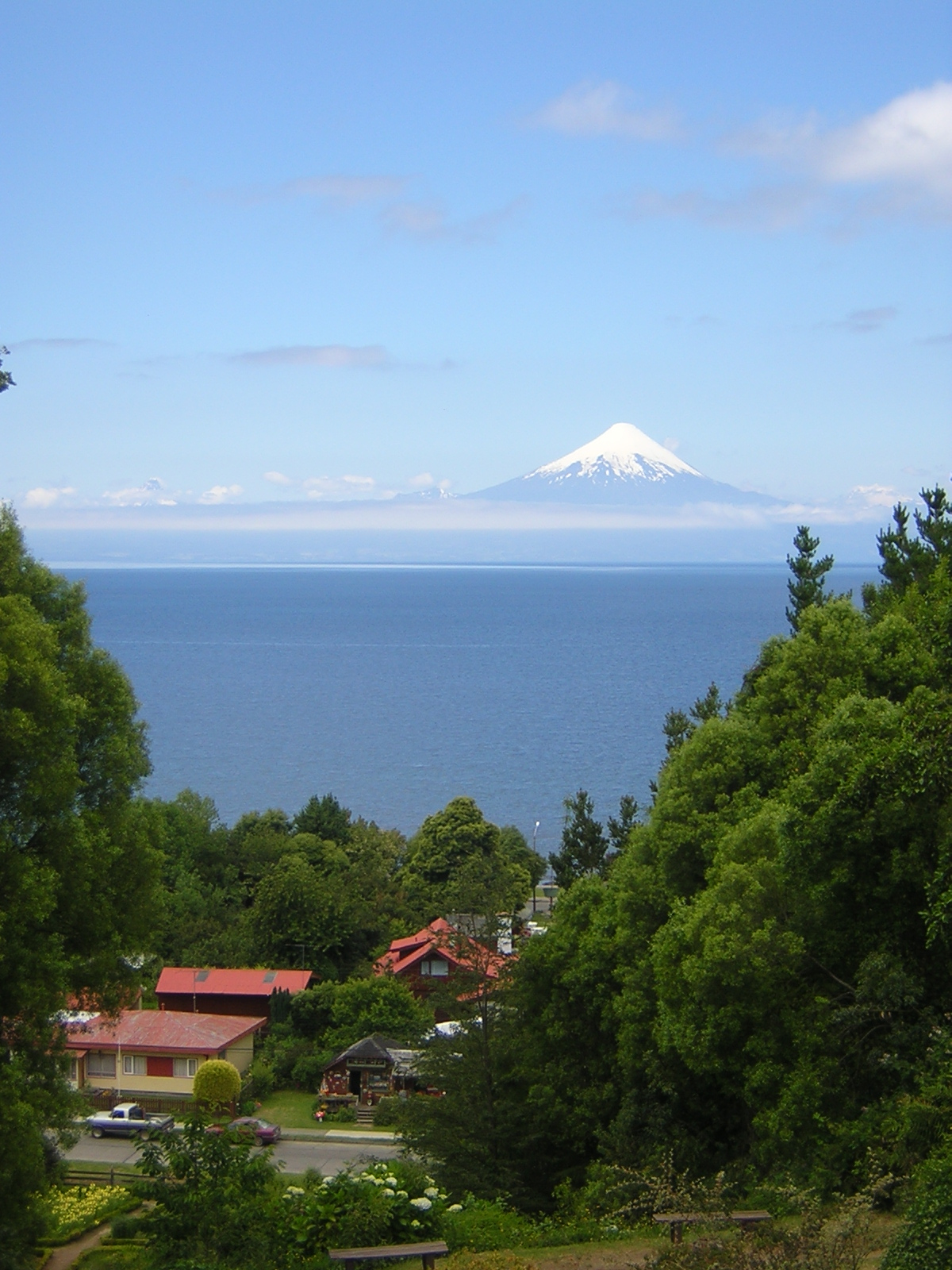
Blick von Frutillar über den Llanquihue-See auf den Vulkan Osorno

Als Kleiner Süden (spanisch Zona Sur) wird einer der fünf Naturräume in Chile bezeichnet. Alternative Namen sind Chilenische Schweiz oder Waldrodungschile. Im Spanischen ist der Begriff Zona Sur gebräuchlich. Zufälligerweise wurden einige Gebiete dieser Gegend von Schweizer Einwanderern besiedelt, insbesondere in Araukanien, aber noch mehr von Deutschen und Spaniern sowie von Franzosen, Briten und anderen Europäern.

## Geographie

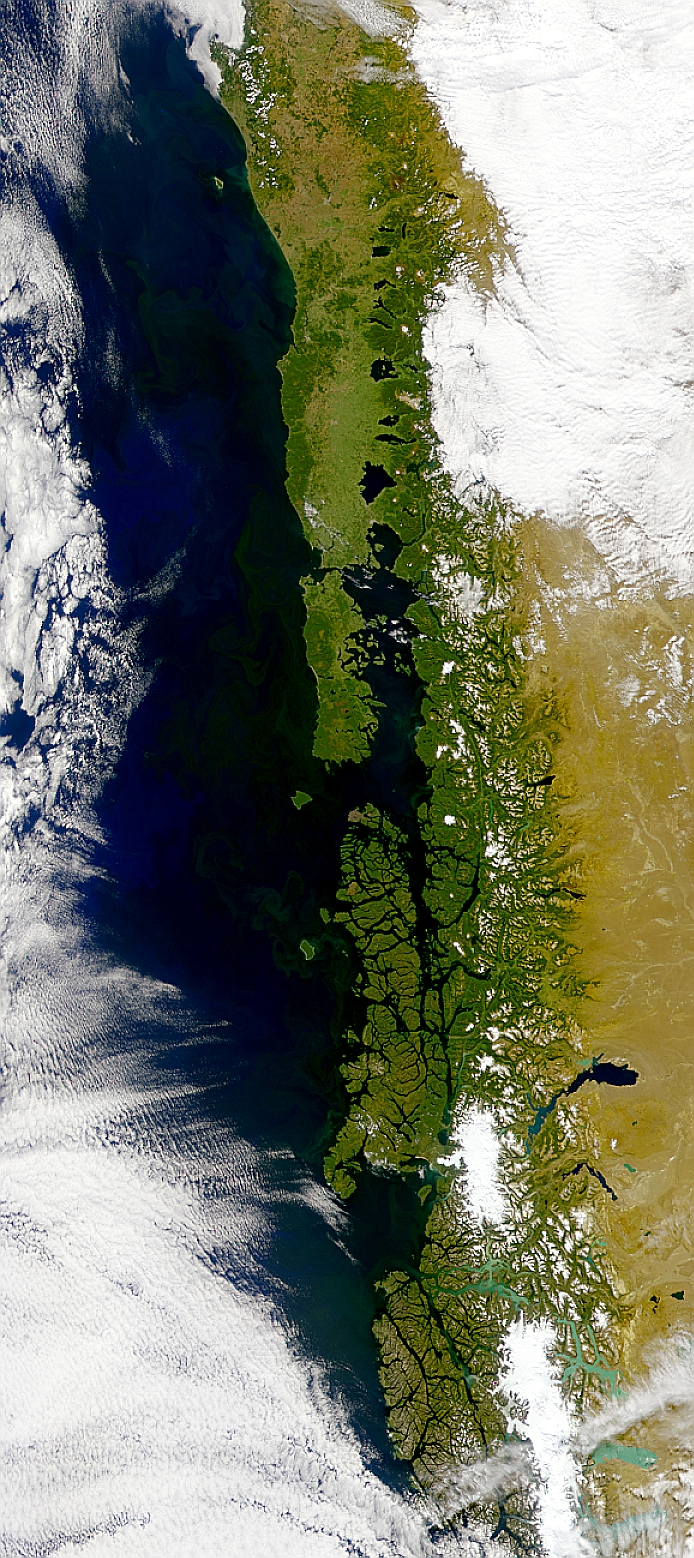
Südchile auf einem Satellitenbild. Der Kleine Süden befindet sich in der oberen Bildhälfte.

### Lage

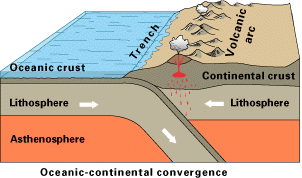
Subduktion der ozeanischen Platte unter die kontinentale Platte

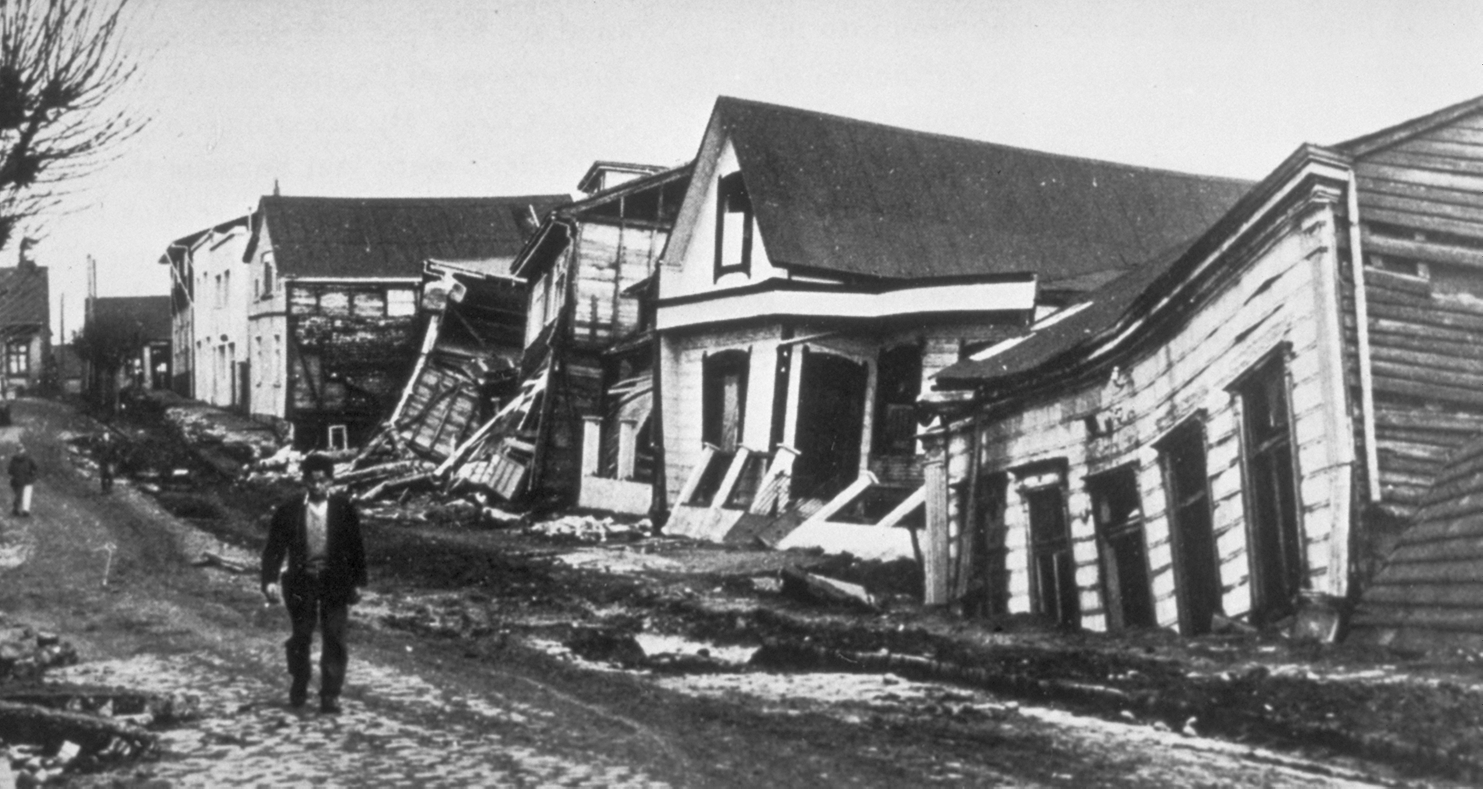
Schäden in Valdivia nach dem verheerenden Beben von 1960

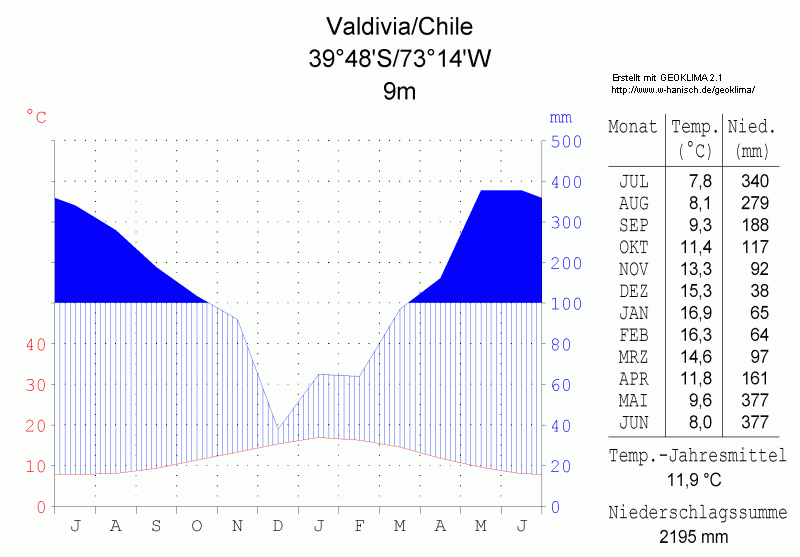
Klimadiagramm von Valdivia

Wie ganz Chile wird auch der Kleine Süden im Osten durch die Anden und im Westen durch den Pazifischen Ozean begrenzt. Seine nördlichen und südlichen Grenzen sind nicht exakt definierbar, häufig werden sie mit dem Río Bío Bío im Norden und der Insel Chiloé im Süden oder mit den Breitengraden 38° bis 42° oder 43° Süd angegeben oder durch die politischen Grenzen der chilenischen Regionen bestimmt. Zum Kleinen Süden werden in der Regel die drei Regionen de la Araucanía, de los Ríos und de los Lagos gezählt. Im Süden schließt sich der sogenannte Große Süden an, im Norden die chilenische Zentralzone.
Die wichtigsten Städte sind die drei Regionshauptstädte Temuco, Valdivia und Puerto Montt.

### Vulkanismus und Tektonik
Der Kleine Süden ist wie fast ganz Chile stark von Vulkanismus geprägt. Das Gebiet liegt über der Subduktionszone zwischen Nazca- und Südamerikanischer Platte, was zu vulkanischer Aktivität und häufigen Erdstößen führt.
Das stärkste jemals registrierte Erdbeben, das Große Chile-Erdbeben von 1960 hatte hier sein Epizentrum.

### Klima
Klimatisch ist der Kleine Süden durch periodische Winterniederschläge und warm-gemäßigte Temperaturen geprägt. Es herrschen immergrüne Wälder und Wiesen vor. Der hier heimische gemäßigte Regenwald wird Valdivianischer Regenwald genannt.

### Verkehr
1912 wurde die Bahnverbindung zwischen Santiago und Puerto Montt fertiggestellt. Heute endet die Bahnverbindung für den Personenverkehr in Temuco. Die südlicheren Städte werden mit Bussen angefahren.
Der Westteil der Panamericana verläuft als Autobahn Ruta 5 in Nord-Süd-Richtung durch den Kleinen Süden und endet in Quellón auf Chiloé. Von Puerto Montt führt die teilweise unbefestigte Carretera Austral nach Süden in die Región de Aisén. Von Puerto Montt verkehren außerdem Fähren nach Puerto Natales im Großen Süden.
Flughäfen existieren in den Regionshauptstädten Valdivia, Osorno und Puerto Montt.

## Geschichte

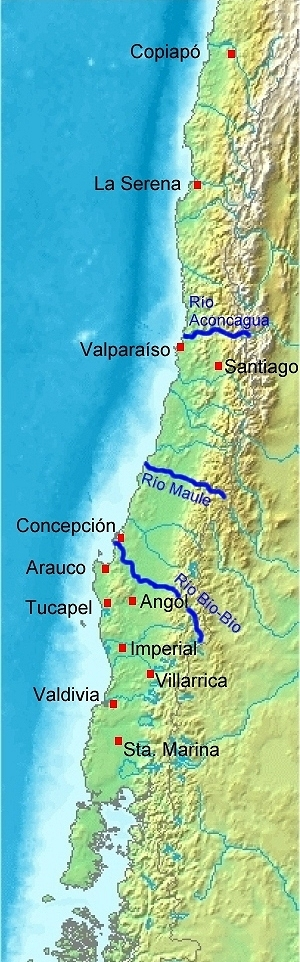
Chile im 16. Jahrhundert – Die sieben Städte südlich des Bío Bío wurden um das Jahr 1600 zerstört.

Vor und während der spanischen Kolonialzeit war das Gebiet vom Volk der Mapuche besiedelt – im Norden von den Pehuenchen, im Süden von den Huilliche.
Der Konquistador Pedro de Valdivia erkundete das Gebiet Mitte des 16. Jahrhunderts und ließ zahlreiche Städte gründen. Zwischen 1599 und 1604 wurden diese von den Mapuche zerstört und von den Spaniern aufgegeben. Erst 1645 wurde mit Valdivia eine dieser Städte wiedergegründet und sowohl zum Land als auch zur See hin schwer befestigt. Neben der Insel Chiloé blieb dies in der spanischen Zeit der einzige europäische Stützpunkt in diesem Gebiet.
Nach der Unabhängigkeit Chiles wurde der Kleine Süden ab der Mitte des 19. Jahrhunderts zum Zentrum der europäischen und insbesondere der deutschen Einwanderung.
1960 wurde das Gebiet von einem verheerenden Erdbeben mit anschließendem Tsunami verwüstet.